# La vita è un circo
La vita è un circo (Life is a Circus, Charlie Brown) è uno speciale televisivo d'animazione del 1980 diretto da Phil Roman. È il ventesimo speciale basato sui Peanuts di Charles M. Schulz. 
Il film venne trasmesso negli Stati Uniti su CBS il 24 ottobre 1980 e vinse un Premio Emmy. È stato distribuito anche come La vita è un circo, Charlie Brown.

## Trama
Snoopy si unisce a un circo, in cui si innamora della barboncina Fifi.

## Distribuzione

### Edizione italiana
Il film è stato trasmesso in Italia nel 1982 su Canale 5. Il titolo letto dalla voce iniziale è La vita è un circo, Charlie Brown. In seguito, è stato trasmesso con un altro doppiaggio (ma con lo stesso titolo) da Junior TV, all'interno della serie The Charlie Brown and Snoopy Show. Nel 2023, è stato distribuito con lo stesso titolo e con un terzo doppiaggio in streaming su Apple TV+ per la serie I classici Peanuts.

### Doppiaggio
| Personaggio        | Doppiatore originale | Doppiatore italiano (1982) | Doppiatore italiano (anni 90) | Doppiatore italiano (2023) |
| ------------------ | -------------------- | -------------------------- | ----------------------------- | -------------------------- |
| Charlie Brown      | Michael Mandy        | Daniela Fava               | Martino Consoli               | Arturo Sorino              |
| Snoopy             | Bill Melendez        | Bill Melendez              | Bill Melendez                 | Bill Melendez              |
| Linus Van Pelt     | Earl "Rocky" Reilly  | Lisa Mazzotti              | Renata Bertolas               | Leonardo Cococcia          |
| Polly              | Casey Carlson        | Tullia Piredda             | Renata Bertolas               | Lavinia Alberti            |
| Lucy Van Pelt      | Kristen Fullerton    | Graziella Porta            | Renata Bertolas               | Sara Labidi                |
| Piperita Patty     | Brent Hauer          | Laura Merli                | Francesca Vettori             | Ilaria Pellicone           |
| Marcie             | Shannon Cohn         | Milena Albieri             |                               | Bianca Demofonti           |
| Schroeder          | Christopher Donohoe  | Milena Albieri             | Guido Bettali                 | Vittorio Thermes           |
| Annunciatore circo |                      | Silverio Pisu              |                               | Gabriele Pellicanò         |

### Edizioni home video
Lo speciale è stato distribuito in VHS nel 1986 dalla Multivision con il primo doppiaggio e con il titolo La vita è un circo. Successivamente, è stato distribuito in VHS e DVD con il secondo doppiaggio da Hobby & Work.

## Riconoscimenti
1981 – Primetime Emmy Awards
- Outstanding Animated Program a Lee Mendelson e Bill Melendez